# Agnes Eger
Agnes Eger (* 25. Februar 1878 in Spangenberg als Martha Josephine Christiane Agnes Eger; † 28. August 1955 in Berlin-Pankow) war eine deutsche Kunstmalerin.

## Leben und Wirken
Agnes Egers Eltern waren der spätere Königlich-Preussische Rechnungsrat Robert Eger und Martha Eger, geb. Lingelbach. Sie hatte zwei Brüder, Friedrich und Rudolf.
Die Familie zog 1890 nach Berlin. Agnes Eger unterrichtete als Zeichenlehrerin vom 1. Oktober 1896 bis zum 1. Januar 1921. Im Berliner Lehrerverzeichnis von 1926 wurde sie als „Lehrerin im Ruhestand“ geführt, zuletzt in der Volksschule Reinickendorf-Ost Lette-Allee 26–27. Bis 1908 lebte Agnes Eger bei ihren Eltern, und zog dann an das Holsteiner Ufer 7. In den Jahren 1916 und 1917 wohnte sie in Berlin-Reinickendorf, Pankower Allee 15. Vermutlich zog sie 1918 zu ihrer Mutter nach Niederschönhausen in die Kaiserin-Augusta-Straße 27 (heute Tschaikowskistr. 62), wo sie bis zu ihrem Tod lebte.
Agnes Eger war die Meisterschülerin zweier Professoren (Paul Vorgang und Georg Ludwig Meyn) an der Königlichen Kunstschule zu Berlin, Grunewaldstraße 2–5 in Berlin-Schöneberg (ab 1945 integriert in die Hochschule für bildende Künste). Ihre künstlerischen Schwerpunkte waren Landschaftsbilder und Porträts (Öl, Aquarell, Kohle). Im Schloss Niederschönhausen in Berlin stellte sie regelmäßig in den halbjährlichen Ausstellungen des Künstlerbunds des Nordens gemeinsam mit anderen Künstlern ihre Werke aus. Auch bei den jährlichen Ausstellungen des VdBK (Verein der Berliner Künstlerinnen), dessen Mitglied sie von 1911 bis 1942 war, präsentierte sie ihre Werke in den Jahren 1929, 1934, 1937, 1940, 1941 und 1942. Sie war zudem Mitglied im Reichsverband bildenden Künstler.
Als ausgebildete Zeichenlehrerin und durch den Verkauf ihrer Gemälde konnte sie ihren Lebensunterhalt verdienen. Viele der Porträts waren vermutlich Auftragsarbeiten. Agnes Eger reiste viel, ihre Landschaftsgemälde stellen ganz unterschiedliche Regionen dar – die Alpen, Schlesien, Hessen, die Berliner Gegend und die Ostseeküste (z. B. das Werk Fischerkate bei Ahrenshoop auf dem Darß). Durch ihre norwegische Schwägerin entstand eine Beziehung zu Ålesund, wo sie die Stadt, den Hafen und verschiedene Fjordlandschaften in Ölgemälden festhielt. Noch in jungen Jahres wurde Agnes Eger taub. Sie malte bis in die 1940er Jahre. Eine langsam fortschreitende Erblindung zwang sie zur Aufgabe ihres Berufs. Bis zu ihrem Tod im August 1955 kümmerten sich Agnes Egers Bruder Rudolf und seine Frau Ingeborg um die Künstlerin. Agnes Eger wurde 77 Jahre alt.

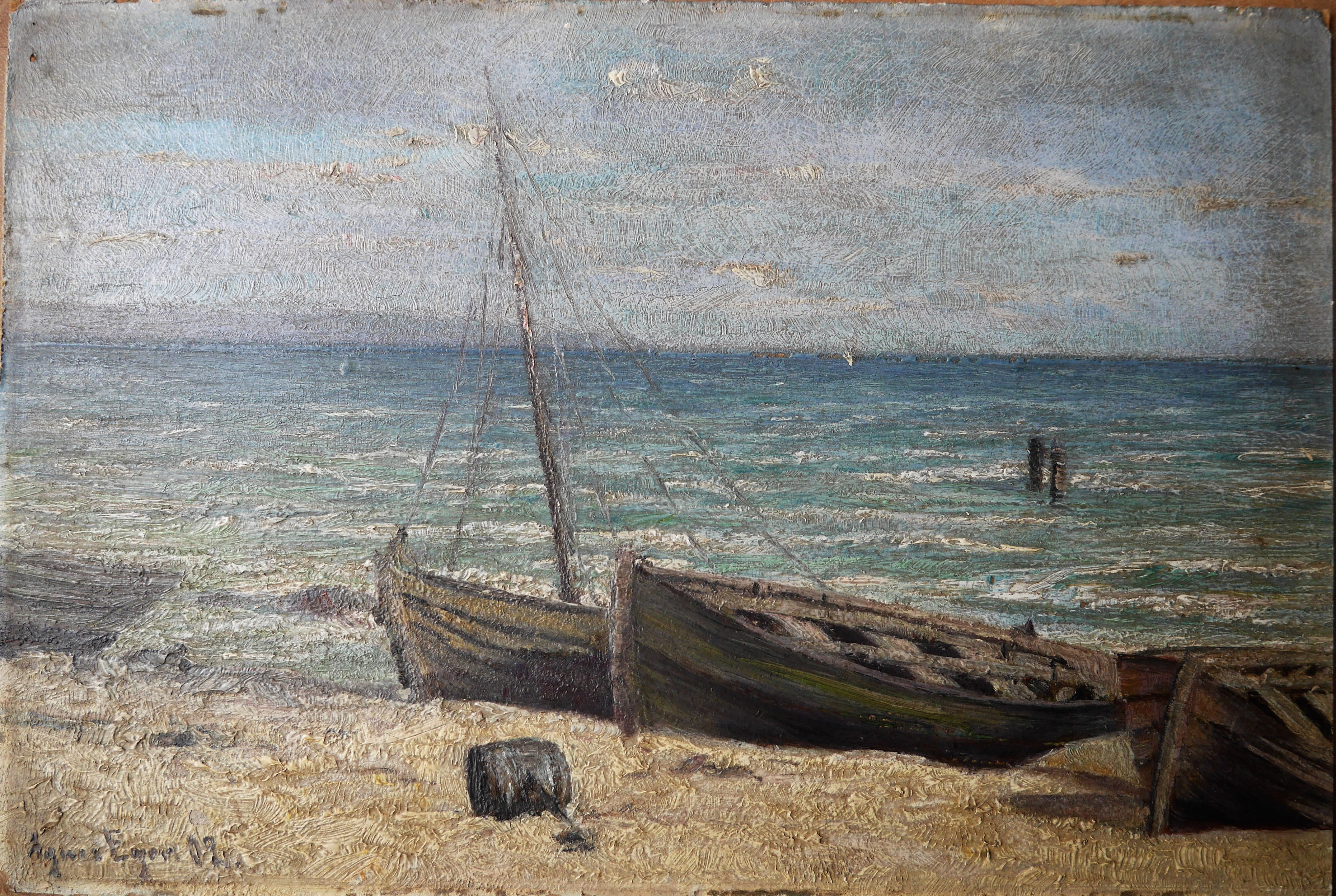
Kähne am Strand von Sellin, 1902
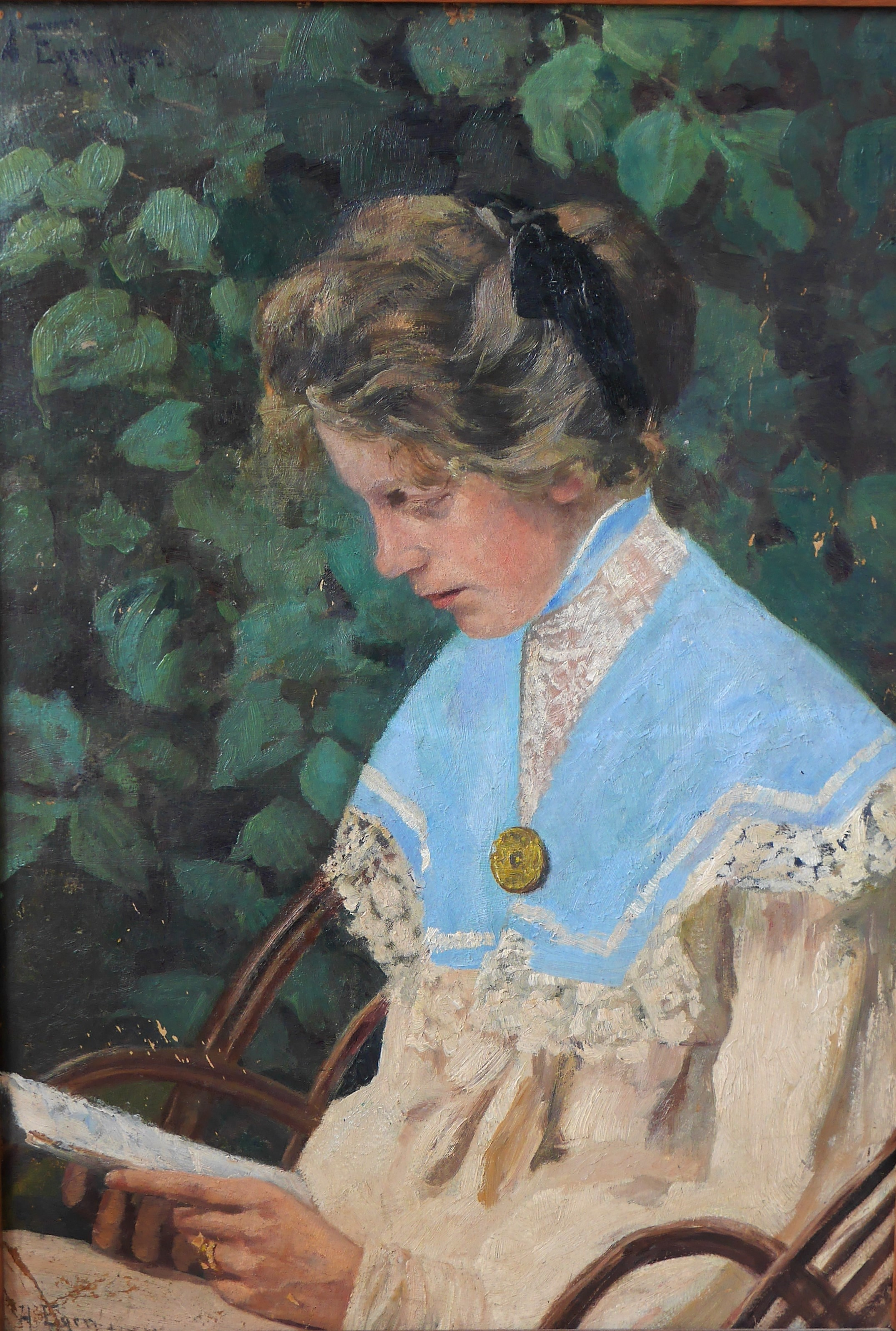
Die Lesende, 1905
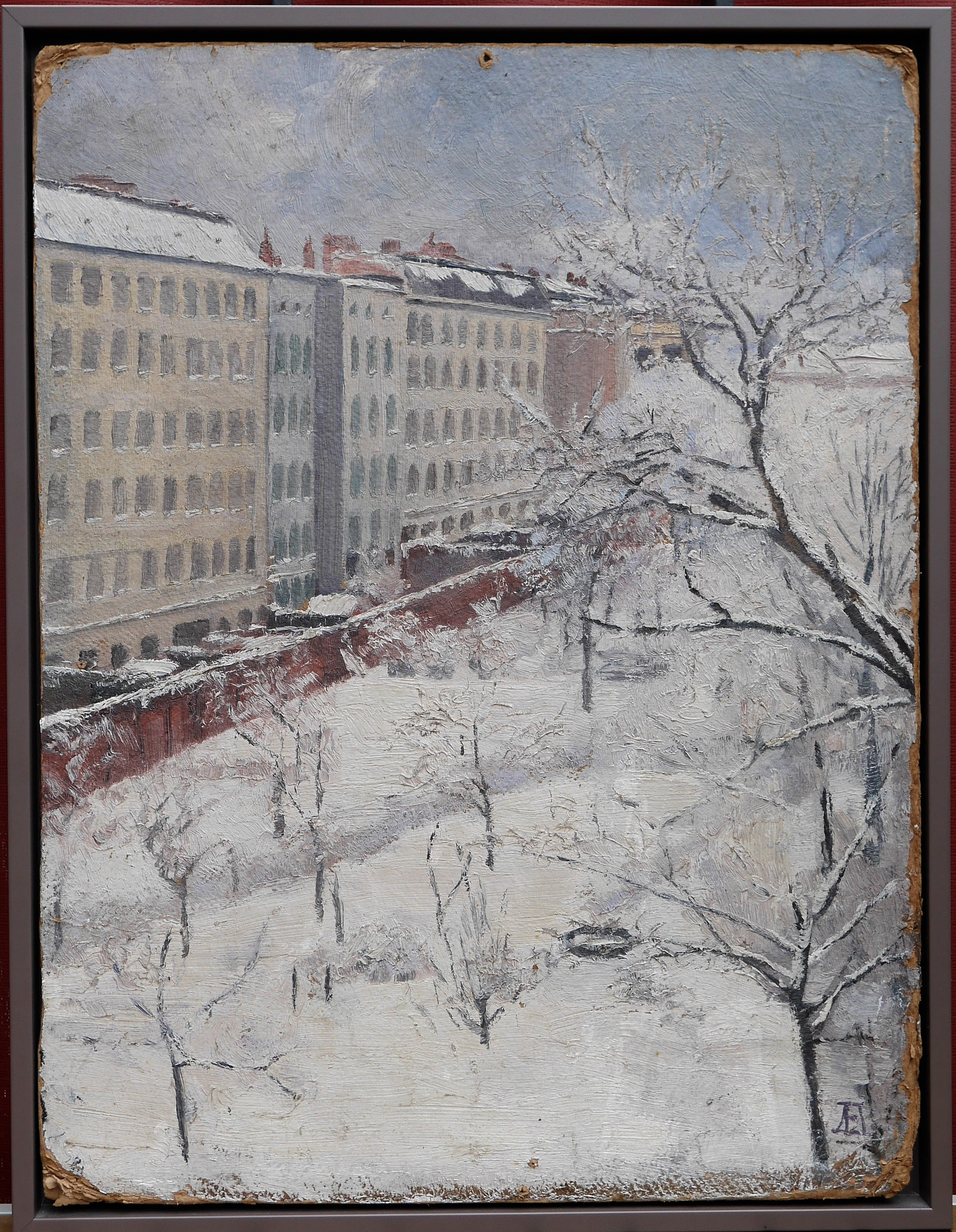
Blick in den Park der Villa Pflug, 1907

## Werke (Auswahl)
- 1902: Bad Flintsberg im Riesengebirge, Öl
- 1902: Kähne am Strand von Selin, Öl
- 1904: Strand von Sellin, Öl
- 1905:  Lesende, Öl
- 1905: Getreideernte, Öl
- 1907: Junge im See
- 1909: Kähne am Strand von Sellin, Öl
- 1915: Stilleben mit Tulpen, Hyazinthen und Kuchen, Öl
- 1915: Waldschneise, Öl
- 1919: Wiese am Waldrand, Öl
- 1921: Blick auf einen Gebirgssee, Öl
- 1923: Weite Landschaft mit Weidenbäumen, Aquarell
- 1924: Flusslauf mit Brücke, Öl
- 1924: Garten, Aquarell
- 1924: Wiesenlandschaft mit Wasserfall, Öl/Leinwald
- 1924: "Kühe im Stall," Öl
- 1925: Haigerloch im Schwarzwald, Öl
- 1927: Impressionistic garden setting
- 1930: Weite Seelandschaft, Aquarell
- 1933: Alesund Hafen, Öl
- 1933: Der Geirangerfjord in Norwegen, Aquarell
- 1934: Herbstliche Mittelgebirgslandschaft, Öl
- 1936: Junge mit Stoffhündchen, Öl
- 1936: Damenbildnis in Pastell, Öl
- 1937: Der Geirangerfjord in Norwegen, Öl
- 1937: Blumenrabatten am Großen Gewächshaus in Kassel, Öl
- 1938: Hyazinthen, Aquarell
- 1944: "Norwegische Küste," Öl

Werke ohne Datierung
- Fischerkate bei Ahrenshoop, Öl
- Frühlingslandschaft mit reetgedecktem Bauernhaus, Öl
- Haus mit Kastanienbaum und Garten, Öl
- Norddeutsches Bauerhaus mit Weg, Öl
- Bad Tölz mit Mühlfeldkirche, Aquarell
- Bad Tölz mit Blick nach Gaißach, Aquarell
- Frühlingslandschaft mit Häusern, Aquarell
- Blühende Obstbäume vor Stadtkulisse, Aquarell
- Div. Studien in Pastell, Kreide und Kohle, 1894–1907
- Mittelgebirgslandschaft im Sommer, Öl
- Dame mit Hut, Pastell
- Allee im Herbst, Aquarell
- Grasende Kühe, Aquarell
- Gartenseite der Spenerstr. Berlin, Öl, vermutlich zwischen 1900 und 1907
- Frühling im Dorf, Öl, vermutlich vor 1924
- Studie Hand, Kohle; Studie weiblicher Akt, Kohle, 1907
- Studie weiblicher Kopf, Kohle, 1895
- Prüfungsarbeit königliche Kunstschule, 1895

## Ausstellungen
- VdBK, mit den Werken: 1929 Kalter Tag, 1934 Landschaft, 1937 Portraitstudie, 1940 Im Dock. Ålesund, 1941 Schloß Schönhausen (Öl), 1942 Die Großmutter (Öl)
- Künstlerbund des Nordens
- 1928: Schloß Niederschönhausen, „Blume und Bild“, 6. – 16. September, 3 Kinderportraits
- 1930: Schloß Niederschönhausen, Kunstausstellung, 3. – 31. Mai, mit den Werken: Portrait Wolfgang E. (Öl), Dahlienstrauß (Öl), Kalter Tag (Moltkestraße, Öl), Fuldalandschaft (Öl), Am Treibhaus (Öl), Schloß Niederschönhausen (Aquarell), Wintersonne (Aquarell), Nachmittag a.d. Havel (Aquarell), Garben (Aquarell), Herbstgold im Schloßpark (Aquarell), Zitti (Kohlezeichnung),
- 1932: Schloß Niederschönhausen, Kunstausstellung, 29. Mai – 10. Juli, mit den Werken: Am Wochenende (Portr. Herr H.), Schloß Wilhelmshöhe (Öl), Maientag (Öl), Erntezeit (Öl), Lesende (Öl), Porträt Frl. K.P. (Öl), Porträt Frl. L.R. (Öl), Porträt Herr K. (Öl), Stillleben mit Alpenveilchen (Öl), Hyazinthen (Öl), Vom Schloß Wilhelmshöhe (Öl), Am Zingergraben (Öl), Frühling im Volkspark (Öl), Wolfgang, Kinderstudie (Zeichnung),
- 1933: Schloß Niederschönhausen, Ausstellung, Mitte Mai, „Blütenpracht im Mai“
- 1934: Schloß Niederschönhausen, Ausstellung, 27. Mai – 24. Juni, mit den Werken: Aus Norwegen, Walfischfängerschiffe im Dock Ålesund (Öl), Hafen von Ålesund (Öl), Walderhangfjord bei Ålesund (Öl), Uurdal-Sykkylven mit Blick nach Ålesund (Öl), Alm Sykkylven (Öl), Der Geirangerfjord (Öl)
- 1935: Schloß Niederschönhausen, Ausstellung, 19. Mai – 16. Juni, mit den Werken: Porträt Geh. Rat Prof. Dr. S., Irmgard S., Kurt-Detlef S., Edith, Witzenhausen an der Werra, Kassel Altstadt, Am Fährhaus Oberhavel, Selbstporträt
- 1938: Pankow, Wollankstraße 132, 9. – 31. Oktober, mit den Werken: Herbst im Schloßpark (Öl), Porträt Hitlerjunge (Öl)
- 1939/1940: Schloß Niederschönhausen, 10. Dez. 1939 – 1. Feb. 1940, mit den Werken: Der Geiranger Fjord (Öl), Schloß Schönhausen (Öl), Frühling im Schloßpark (Öl), Trudi (Kohlezeichnung), Wintersonne (Aquarell)